# برترا بووآی
برترا بووآی (به لاتین: Beretra Bevoay) یک منطقهٔ مسکونی در ماداگاسکار است که در فرافنگانا واقع شده‌است. برترا بووآی ۱۰٬۰۰۰ نفر جمعیت دارد و ۱۷ متر بالاتر از سطح دریا واقع شده‌است.